# Nyitra Vármegyei Múzeum
A Nyitra Vármegyei Múzeumot Nyitra vármegye hozatta létre 1896-ban, de csak 1900-ban hozták létre szervezeti felépítését. Gyűjteményeit a Nyitrai Piarista Gimnázium felújított épületében helyezték el (egy teremben), alapját minden bizonnyal a gimnázium addigi gyűjteményei alkották. 1919 szeptemberében a múzeum a közben reálgimnáziummá váló intézményben folytatta működését. 1951-ben az intézmény jogutód nélkül megszűnt.

## Története
A múzeum létrehozásának előkészületeit 1894-ben kezdték meg.
A régészeti gyűjtemény alapjait nagyrészt a főgimnázium régiségtárának letétje biztosította, melyet még Gond Ignác hozott létre 1873-1881 között. Gyűjteménygyarapítási célra 1914-től saját alappal (bankbetét) rendelkezett.
A második világháború alatt a múzeum élére Jozef Karvaš, a helyi Kereskedelmi Akadémia igazgatója került. Ő aktívan részt vett a HSĽS és HM helyi szervezeteinek tevékenységében. 1945 februárjában légi támadások során a múzeum épületét bombatalálat érte és megsérült. A múzeum intézőjét, Jozef Karvašt a háború után leváltották a rendszerrel való együttműködése miatt. A múzeum ezután viszont már csak tengődött, és 1951-ben elhalt. Gyűjteményeinek további sorsáról nincs pontos információ. Könyvtárának nagy része elkallódott.
A Nyitra Menti Múzeumot (Ponitrianske múzeum v Nitre) csak 1962-ben hozták létre, a nagyszeminárium épületében.

### Igazgatói
A múzeum igazgatói előbb a piarista gimnázium igazgatói voltak.
- 1894-1909 Horvát Sándor iskolaigazgató
- 1909-1915 Frank István iskolaigazgató
- 1916-1919 Mátrai János iskolaigazgató

### A gyűjtemény őrei
A gimnázium egyes gyűjteményeinek korábban külön őrei voltak. A múzeum gyakorlati vezetői a gimnázium egyes tanárai lettek.
- 1907-1919 Höllrigl József
- 1939-1945 Jozef Karvaš

## A gyűjtemény gyarapodása az államfordulatig
A gyűjtemény gyarapodásáról az iskolai értesítők adatközlései alapján lehet elképzelésünk.
A főgimnázium természetrajzi "múzeuma" már 1886-ban Állattani (689 leltári szám), Növénytani (8) és Ásvány- és kőzettani gyűjteményre (638) oszlott. Gyarapítása a tanszeráltalányból vétel- és ajándékozás útján történt. A Fizikai (313), a Kémiai (389), Földrajzi és történelmi múzeuma (150), Népisme-, pénz- és régiséggyűjteménye (5824 db) és Rajzgyűjteménye (980 db) is létezett már.
A főgimnázium fölszerelésében a későbbiekben is szerepelt például a Fizikai, Földrajzi és Történelmi Múzeum, illetve Rajzgyűjtemény. 1911-ben 541, 167, 218 és 236 darab, 1912-ben 559, 185, 218 és 246 darab volt e gyűjteményekben, az azonban kérdés, hogy ez a vármegyei múzeum részét képezte-e.
- 1915-ben és 1916-ban is sok emléktárgyat és nyomtatványt gyűjtöttek, ami azonban előbb rendezetlenül maradt.[9]

A csehszlovák államfordulat után a csehszlovák "ellenállásnak" is emléket állítottak.

## További irodalom
- Jozef Karvaš - Matej Miškóci 1938: Nitra - kolíska kresťanskej kultúry a dávnej slávy Slovenska. Praha-Bratislava